# Miguel Maria Lisboa
Miguel Maria Lisboa, primer y único Barón de Japurá (Río de Janeiro, 22 de mayo de 1809 - Lisboa, 28 de abril de 1881), fue un noble y diplomático brasileño.

## Biografía
Hijo del consejero José Antonio Lisboa y de María Eufrasia Lima, era el hermano del Almirante Joaquim Marques Lisboa, Marqués de Tamandaré. Se casó con su prima María Isabel Pinto de Andrade, hermana de la marquesa de Acapulco, la hija del concejal Joao José Andrade Pinto y María José Andrade Soares de Paiva. Tuvo cuatro hijos, entre ellos Miguel Ribeiro Lisboa, oficial de marina que combatió en la Guerra del Paraguay.

Armas del barón de Japurá.

Maestro en artes de la Universidad de Edimburgo, entró en la carrera diplomática a los 18 años de edad, como agregado de la delegación brasileña en Londres. Después de varios ascensos en la carrera diplomática, representó a Brasil en Chile, Venezuela, Perú, Bolivia, Ecuador, Estados Unidos, Bélgica y finalmente, en Portugal, donde falleció.
Recibió el título de Barón el 17 de julio de 1872 por decreto del emperador Pedro II de Brasil.
También fue un estudioso importante de la espeleología, e hizo importantes colecciones de campo en Venezuela. Se encuentra enterrado en el Cementerio de Cajú.

## Viaje por Venezuela, Nueva Granada y Ecuador

### Motivos
A Lisboa se le fue encomendada la misión diplomática por el gobierno brasileño de  viajar y estudiar a profundidad las características de las repúblicas fronterizas con Brasil. Lisboa justifica en su texto que la motivación del texto y del viaje recae sobre “el interés que tienen los brasileños en conocer el estado social de las repúblicas que con nosotros limitan”, comprometiéndose a hacer una completa descripción social, histórica, económica y topográfica de los territorios explorados. es así como desde septiembre de 1852 hasta enero de 1854, Lisboa realizó su viaje no solo con fines diplomáticos, sino también con intenciones comerciales a partir de la apertura de rutas de navegación por el rio Amazonas y, el interés por esta región por parte de Brasil. a partir de este viaje Lisboa Escribe un relato de su viaje en donde todas las apreciaciones de los lugares visitados, este relato se llama "Relación de un viaje a Venezuela, Nueva Granada y Ecuador".

### Recorrido
La crónica del viaje remonta su inicio en Southampton, en donde parte en el vapor Orinoco, llegando a Santo Tomas, allí hace una descripción de las condiciones de Carlota Amalia, destacando en ella la modernidad de sus casas, su infraestructura y la importancia comercial de la isla. De allí continuó su viaje hacia Venezuela, arribando en La Guaira, y partiendo inmediatamente hacia Caracas, allí se hospeda un par de meses mientras cumple su misión diplomática, en tanto también hace una completa descripción de la ciudad, sus costumbres, su cultura y los principales hechos históricos de la joven república. Luego de cumplir con su correspondiente oficio en Caracas, Lisboa decide recorrer el territorio venezolano, destacando su paso por Barcelona y Cumana al oriente, luego a los valles de Aragua, Valencia y otros pueblos de camino, de estos lugares comenta sobre la producción de café, caña, maíz, cacao y en general de la productividad de las tierras venezolanas, describiendo también las técnicas de cultivo y económicas, además de otros aspectos socioculturales de los dichos lugares.
Al terminar su paso por Venezuela, Lisboa continúo su camino hacia Nueva Granda, pasando antes por la isla de Curazao, lugar que dejó en el buenas sensaciones, luego de ello, rodeando la península de la Guajira, hace comentarios sobre los indios guajiros quienes allí habitan y sobre la geografía de la región. Llegado a Nueva granada arriba en Santa Marta, describe este lugar como triste y pobre, sin embargo no se detuvo mucho tiempo en el lugar pues, al enterarse de que su barco, El vapor Manzanares, salió, cruzó la ciénaga y narro sus peripecias para lograr alcanzarlo. En el vapor Manzanares Lisboa navegó el Magdalena, deteniéndose en recurrentes ocasiones en los pueblos rivereños, aprovechando para describirlos. Llegado a un punto, continuaron a pie hasta Honda, luego a Guaduas y Villeta, hasta finalmente llegar a Bogotá. La descripción de la ciudad cuenta con apreciaciones de sus habitantes, de la sociedad, de la geografía y de su historia, comentando en reiteradas ocasiones con admiración distintas características de la ciudad y de sus habitantes. En su paso por el Altiplano, visita el salto del Tequendama y otros lugares aledaños. Luego de su paso por Bogotá, Lisboa emprende su camino hacia Ecuador, teniendo que navegar nuevamente por el Magdalena, luego pasando por Cartagena, allí describe el impacto de la nueva constitución recién emitida en 1853, luego hace un tortuoso paso por istmo, posteriormente pasando por el pacífico hasta arribar en Ecuador, dirigiéndose por las aguas del rio Guayas hasta Guayaquil, luego por el Chimborazo (por la fama que Humboldt le dio en sus relatos) y, finalmente a Quito. En Ecuador hace las respectivas descripciones tanto de las ciudades, los habitantes, la historia, la cultura y su comportamiento. Finalmente, Lisboa se dirige a las aguas del pacífico para dar fin a su viaje.